# Porsche Mission X
Porsche Mission X — спортивный электромобиль немецкого премиум-автопроизводителя Porsche. Впервые был представлен в июне 2023 года в качестве преемника Porsche 918 Spyder.

## История
Автомобиль Porsche Mission X был представлен 8 июня 2023 года к столетию 24 часов Ле-Мана. Таким образом, компании Porsche исполнилось 75 лет (8 июня 1948 года был представлен первый автомобиль Porsche 356). При проектировании дизайна немецкая компания ориентировалась на Porsche 917. После Porsche 959, Porsche Carrera GT и Porsche 918 Spyder, это четвёртый гиперкар компании.